# Libera (coro)
Libera è il nome di un coro maschile britannico formato a Londra nel 1995 e diretto dal compositore Robert Prizeman.
Molti membri del gruppo provengono dal coro parrocchiale della Chiesa St. Philip's di Norbury (borgo londinese di Croydon).
Il gruppo è composto da circa 40 cantanti di età compresa tra i 7 ed il 16 anni.